# シドニー・マクラフリン
シドニー・ミシェル・マクラフリン＝レヴロン（英語：Sydney Michelle Mclaughlin-Levrone）は、アメリカの陸上競技選手である。2020年東京オリンピックの女子400mハードル、4×400mリレーでは金メダルを獲得した。400mハードルでは6度世界記録を更新しており、現世界記録保持者である。